# Goeben (Schiff)
Die Goeben war ein Großer Kreuzer (Schlachtkreuzer) der Moltke-Klasse der deutschen Kaiserlichen Marine. Benannt wurde sie nach dem preußischen General August von Goeben.
Das Schiff lief am 28. März 1911 bei Blohm & Voss vom Stapel und war dann Flaggschiff der Mittelmeerdivision der Kaiserlichen Marine. Ab August 1914 fuhr der Kreuzer unter osmanischer Flagge, erhielt den Namen Yavuz Sultan Selim, später kurz Yavuz, nach Sultan Selim I. mit dem Beinamen „Yavuz“ („der Gestrenge“; Beinamen werden im Türkischen dem Namen vorangestellt), und wurde im Schwarzen Meer gegen die Schwarzmeerflotte der russischen Marine und ihre Häfen eingesetzt.
Die Goeben gilt als das Dreadnought-Kriegsschiff mit der längsten aktiven Dienstzeit. Bis zu ihrer Außerdienststellung Anfang 1954 war sie über 40 Jahre im aktiven Einsatz (zum Vergleich: das dienstälteste Schiff der Iowa-Klasse, die New Jersey, stand zwischen 1943 und 1991 21 Jahre im aktiven Dienst).

## Die Mittelmeerkampagne 1914
Ab 1912 bestand die Mittelmeerdivision der Kaiserlichen Marine aus der Goeben und dem Kleinen Kreuzer Breslau. Zur Zeit des ersten und zweiten Balkankrieges stand das kleine Geschwader unter dem Kommando von Admiral Konrad Trummler; dieser wurde am 23./24. Oktober 1913 durch Konteradmiral Wilhelm Souchon abgelöst.
Zum Zeitpunkt der Kriegserklärung Österreich-Ungarns an Serbien am 28. Juli 1914 befand sich das Geschwader in der Adria. Da Souchon sich dort nicht durch eine gegnerische Blockade der Straße von Otranto einschließen lassen wollte, marschierte er sofort ins westliche Mittelmeer. Nachdem am 3. August der Kriegszustand zwischen Deutschland und Frankreich eingetreten war, beschoss Souchon die Hafenanlagen von Bône und Philippeville in Algerien, um die Einschiffung französisch-nordafrikanischer Truppen nach Europa zu verzögern.

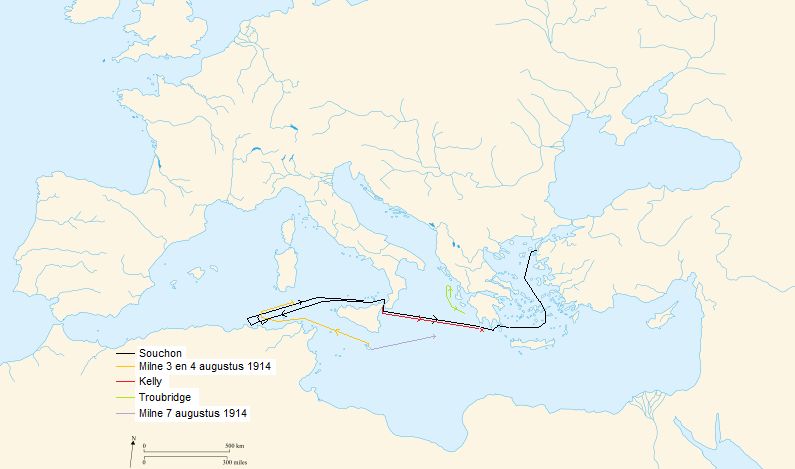
Die Kurse der Mittelmeerdivision und ihrer Verfolger

Derweil hatte die britische Marineleitung unter dem Ersten Lord der Admiralität Winston Churchill schon am 1. August der britischen Mittelmeerflotte unter Admiral Sir Archibald Berkeley Milne den Auftrag erteilt, das deutsche Geschwader zu beschatten und daran zu hindern, französische Truppentransporte von Algerien nach Frankreich zu stören. Souchon gelang es aber, nach Messina auf Sizilien auszuweichen, um dort Kohle zu bunkern. Deutsche Handelsschiffe darunter die Dampfer „Barcelona“ (HAPAG) und General halfen mit Kohlen aus, da die italienischen Behörden Kohlen verweigerten.
Ein verschlüsselter Funkbefehl aus Berlin lautete: „Es ist von großer Wichtigkeit, daß „Goeben“ und „Breslau“ sofort nach Konstantinopel gehen.“ Um die Verfolger zu täuschen, marschierte das Geschwader zunächst nach Westen (Richtung Gibraltar), bevor sie außer Sichtweite des Landes auf Ostkurs gingen, was die Verfolger überraschte. Die Franzosen hatten Souchon zu weiterer Hafenbeschießung in Nordafrika erwartet, die Briten einen Durchbruch in die Adria zum verbündeten k.u.k. Flottenstützpunkt Pola.
Die britischen Panzerkreuzer Defence, Warrior, Duke of Edinburgh und Black Pince wurden abgeordnet, die deutschen Kreuzer an der Straße von Otranto abzufangen.
Es bestand aber die Befürchtung, dass die Goeben die vier Schiffe der Reihe nach niederkämpfen würde, indem sie sich außerhalb der Reichweite der Geschütze der Panzerkreuzer hielt, andererseits aus der Distanz ihre weitreichenden L/50-Geschütze einsetzen würde.
Auf dem Marsch nach Osten stand Souchon nur der Leichte Kreuzer Gloucester gegenüber. Dieser unternahm bei der Verfolgung der deutschen Mittelmeerdivision am 7. August einen beherzten Versuch, die deutschen Schiffe aufzuhalten, brach diesen aber wegen offensichtlicher Unterlegenheit ab, als die Goeben das Feuer erwiderte.

Matrosenartillerist der Goeben

bei der Insel Denusa (östlich von Naxos) im ägäischen Inselarchipel übernahmen beide Schiffe Kohlen in einer versteckten Bucht für die Weiterfahrt von einem dorthin beorderten deutschen Kohlenschiff.
Admiral Milne hatte die Inflexible, Indomitable und Indefetigable und den leichten Kreuzer Weymouth von Malta aus nach Osten abgeordnet, um die Goeben weiter zu verfolgen, ohne sie aber einholen zu können.
Goeben und Breslau marschierten ohne Schwierigkeiten um Griechenland und durch die Ägäis und ankerten am 10. August vor den Dardanellen. Nach einigen Tagen diplomatischer Verhandlungen zwischen Berlin und Konstantinopel passierten die beiden Schiffe die Minensperren in den Dardanellen und erreichten Konstantinopel.
Zunächst war es noch unklar, ob sich die Osmanen auf die Seite der Entente oder der Mittelmächte schlagen würden. Mit dem eigenmächtigen Befehl des pro-deutschen Kriegsministers Enver Pascha an die Sperrforts, durften die deutschen Schiffe passieren – nur vier Stunden bevor die ersten britischen Schiffe die Dardanellen erreichten und die sie dann bis Kriegsende blockierten. Ein türkischer Zerstörer gab den deutschen Schiffen mit Signalflaggen das Zeichen "Follow me".
Den nachfolgenden britischen Schiffen wurde dagegen die Einfahrt in die Dardanellen verwehrt.
In Konstantinopel wurden die Schiffe am 16. August in die osmanische Marine übernommen, ein Akt, der bald darauf den türkischen Kriegseintritt auf Seite der Mittelmächte mit herbeiführte. Die Goeben war dadurch dasjenige deutsche Schiff, das die größte strategische Wirkung entfaltet hat, wohl noch mehr als das Schlachtschiff Tirpitz im Zweiten Weltkrieg. Die Goeben erhielt den Namen Yavuz Sultan Selim (der Gestrenge Sultan Selim), aus der Breslau wurde die Midilli (Mytilini, nach der 1913 an Griechenland verlorengegangenen Stadt auf Lesbos). Die Schiffe fuhren weiterhin mit ihren deutschen Besatzungen, die nun aber den Fes als offizielle Kopfbedeckung trugen.

## Strategische Bedeutung
Die Ankunft der Goeben und der Breslau in Konstantinopel und ihre Übergabe an die osmanische Marine waren mitentscheidend für den Eintritt des Osmanischen Reiches in den Krieg auf Seite der Mittelmächte. Die wichtigste Konsequenz daraus war das Abschneiden des günstigsten Transportwegs durch das Schwarze Meer, über den Frankreich und Großbritannien Kriegsmaterialien nach dem verbündeten Russland und Russland seinen Weizen ins Ausland hätten bringen können. Bereits am 27. September schloss das Osmanische Reich die Dardanellen für die internationale Durchfahrt. Da auch die Ostsee von der deutschen Hochseeflotte blockiert war, war Russland somit weitgehend von seinen Verbündeten abgeschnitten – abgesehen von der schwierigen Eismeerroute nach Archangelsk, der Route durch Persien, die eine sehr geringe Transportkapazität hatte, und dem langen Weg über Wladiwostok und den Pazifik.
Auf englischer Seite wurde das Entkommen der Goeben als die erste schwere Niederlage im Ersten Weltkrieg angesehen.
Für Winston Churchill brachte die Goeben den Völkern des Nahen und mittleren Ost mehr Vernichtung, Schäden und Unheil als jedes anderes Schiff.
Dabei hatte Churchill zu Kriegsbeginn am 1. August 1914 zwei vom Osmanischen Reich in England in Auftrag gegebene und bereits bezahlte osmanische Linienschiffe – die Reshadije und die bereits vor Indienststellung aus Sicht der Royal Navy technisch veraltete Sultan Osman I. – beschlagnahmen lassen und damit das Verhängnis selbst ausgelöst. Goeben und Breslau sollten für die Osmanische Marine als Ersatz dienen.
Souchon rühmte sich in seinem Tagebuch: "Ich habe die Türken in ein Pulverfass geworfen und den Krieg zwischen Russland und der Türkei entzündet."

## Operationen im Schwarzen Meer
Am 28. Oktober 1914 führte Souchon sein Geschwader in das Schwarze Meer und überfiel am nächsten Tag den Hafen von Sewastopol und danach den Hafen von Odessa, wobei der russische Minensucher Prut versenkt wurde. Daraufhin erfolgte am 2. November 1914 die Kriegserklärung Russlands an das Osmanische Reich.

### Seeschlacht von Kap Sarych

Todesanzeige eines am 18. November 1914 zur See gebliebenen Matrosenartilleristen

Stattdessen operierte die Goeben bis 1918 größtenteils im Schwarzen Meer. Am 18. November 1914 lieferte sie sich in der Nähe von Sewastopol, beim Kap Sarych, ein Gefecht mit fünf russischen Vor-Dreadnought-Linienschiffen. Die Sichtbedingungen waren schlecht: Es herrschte Nebel mit Sichtweiten bis zu 7000 Meter. Auf beiden Seiten wurden jeweils nur wenige Salven abgefeuert, wobei gegen 12:20 Uhr eine 30,5-cm-Granate durch die 15 cm dicke Panzerung der III. Kasematte an Backbord der Goeben schlug und 13 Mann der Besatzung tötete. Es starben bei dem Treffer elf deutsche Matrosen und ein osmanischer Matrose,  ein zusätzliches Opfer erforderte der Treffer einen Tag später durch eine nicht bemerkte Rauchgasvergiftung eines deutschen Matrosen. Selbst nach den neuesten russischen Quellen, soll es indes bei diesem Gefecht bis zu 115 Tote und 57 Verwundete sowie 14 Treffer aller Kaliber gegeben haben. Auf dem russischen Flaggschiff Jewstafi schlugen 4 von 19 abgefeuerten Granaten der Goeben ein und verursachten 33 Tote und 25 Verwundete. Vermutlich auf Grund der russischen Feuertaktik der Feuerkonzentration gab es nicht mehr Treffer. Die russische Marine versuchte die japanische Taktik der Seeschlacht im Gelben Meer zu kopieren. Diese basierte auf einem Feuerleitschiff, welches Richtdaten an den Rest der Flotte sendete. Das Feuerleitschiff war die der Jewstafi folgende Ioann Slatoust, jedoch lagen ihre Salven wegen schlechter Sicht neben dem Ziel. Dies betraf die ganze Flotte, die dann keine Treffer mehr erzielte und die deutschen Schiffe auch nicht sah. Souchon musste sein einziges modernes Schiff schützen und zog sich nach 15 Minuten aus dem Kampf zurück.

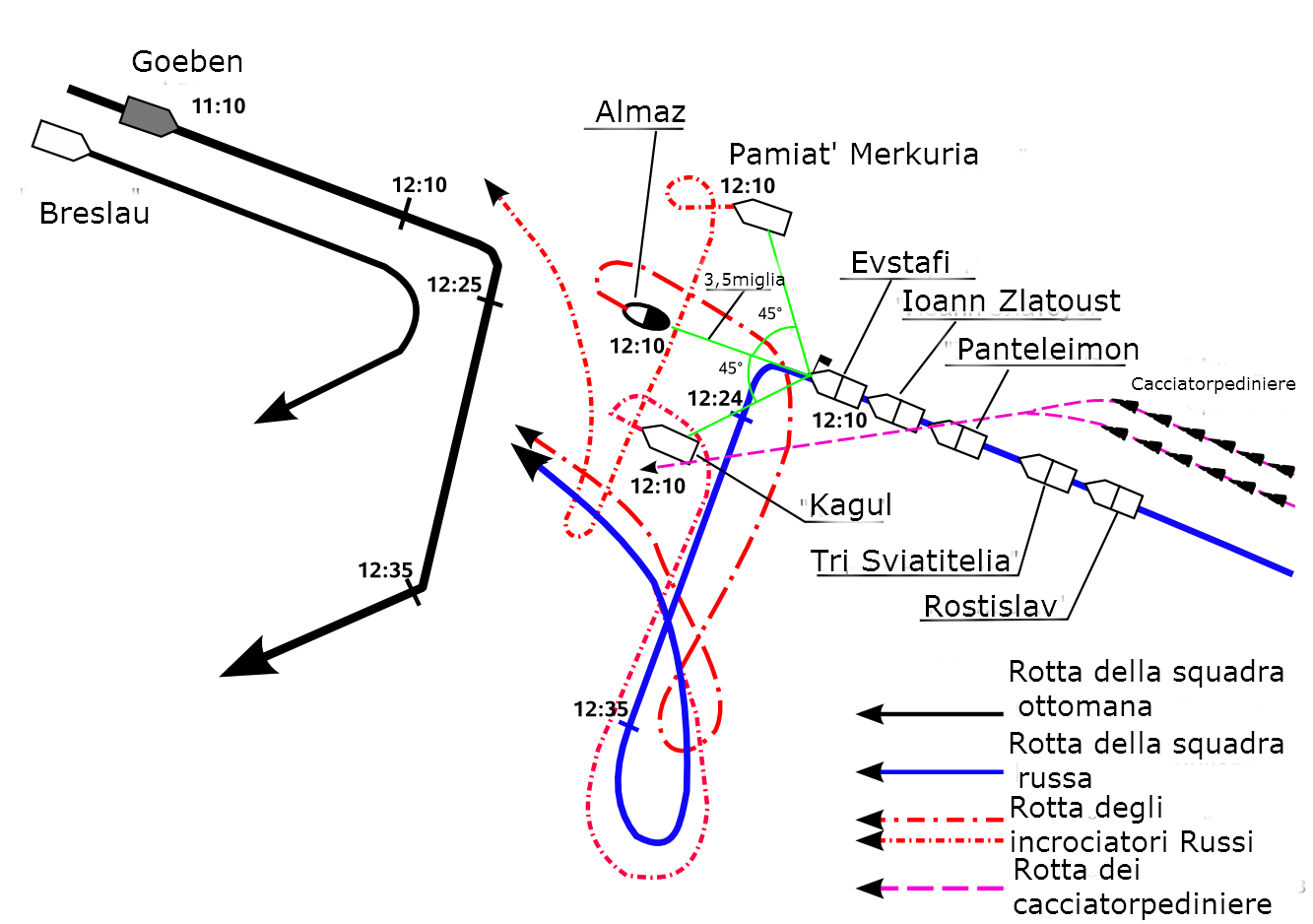
Seeschlacht von Kap Sarych 1914
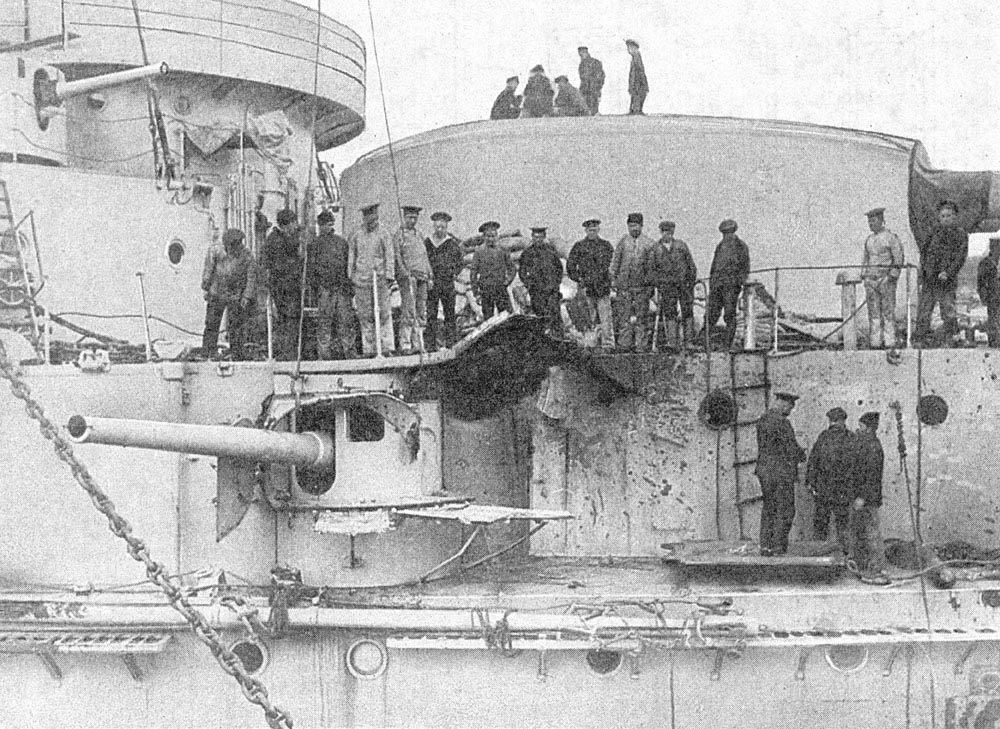
Schäden nach der Seeschlacht von Kap Sarych auf Jewstafi

### Weiterer Einsatz im Schwarzen Meer
Am 26. Dezember 1914 lief die Yavuz Sultan Selim am Eingang zum Bosporus auf zwei Minen, was zu einer Reihe von Todesopfern führte und das Schiff etwa zwei Monate außer Gefecht setzte. Im April 1915 versenkte sie zwei russische Frachter. Am 10. Mai lieferte sie sich ein weiteres Gefecht mit russischen Linienschiffen, und am 14. November überstand sie einen Angriff des russischen U-Boots Morz unbeschädigt.

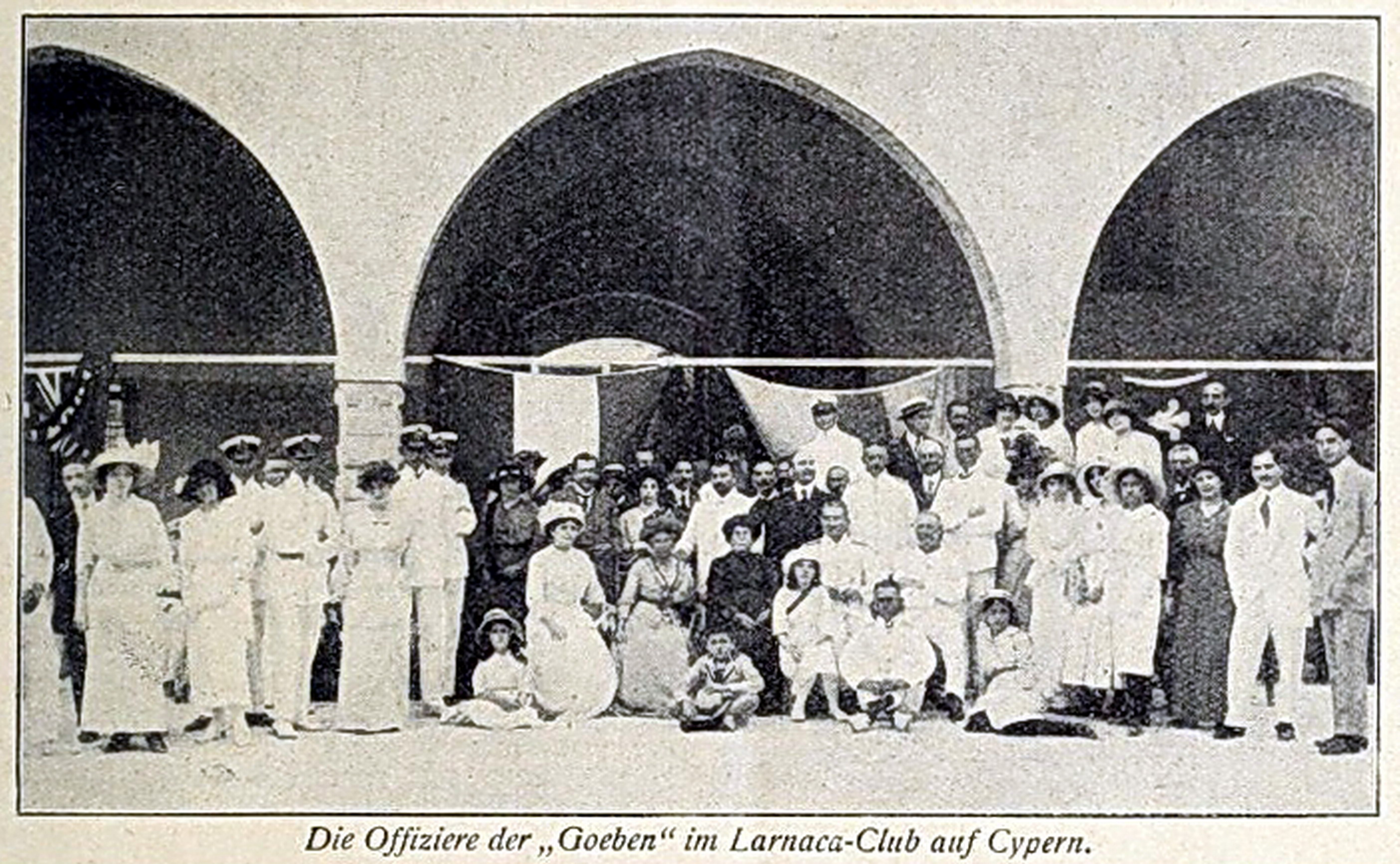
Offiziere der Goeben im Larnaca-Club in Britisch-Zypern (Sommer 1914)

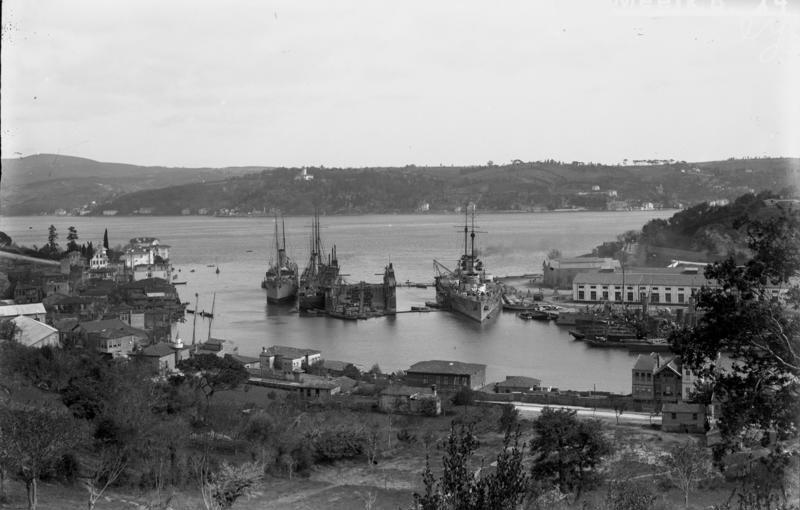
Die Goeben in der Steniawerft im Bosporus

Die Kräfteverhältnisse im Schwarzen Meer änderten sich gegen Ende 1915, als die russische Schwarzmeerflotte zwei neue Schlachtschiffe der Imperatriza-Marija-Klasse in Dienst stellte. Die Schiffe hatten je zwölf 30,5-cm-Geschütze und waren damit der Yavuz Sultan Selim mit ihren zehn 28-cm-Geschützen überlegen. Andererseits besaß die Yavuz Sultan Selim einen Geschwindigkeitsvorteil. Die russischen Schiffe hatten eine Höchstgeschwindigkeit von 21 Knoten, während die Yavuz Sultan Selim trotz mangelnder Wartung noch immer 24 Knoten erreichte. Im Jahr 1916 kam es zu zwei kurzen Gefechten zwischen der Yavuz Sultan Selim und den neuen Gegnern. Am 7. Januar lieferten sich die Yavuz Sultan Selim und die Imperatriza Jekaterina Welikaja ein elfminütiges Artillerieduell, das die Yavuz Sultan Selim dank ihrer Geschwindigkeit beendete, ohne Schaden zu nehmen. Anfang Juli 1916, bei einem erneuten Versuch, russische Häfen zu beschießen, kam es zu einer zweiten Begegnung mit überlegenen russischen Kräften, einschließlich der Imperatriza Jekaterina Welikaja, aber wiederum gelang es Souchon zu entkommen. Dennoch zwang das veränderte Kräfteverhältnis Souchon, die weiteren Einsätze seines einzigen modernen Großkampfschiffes sehr vorsichtig zu planen und durchzuführen.

## Gefecht bei Imbros

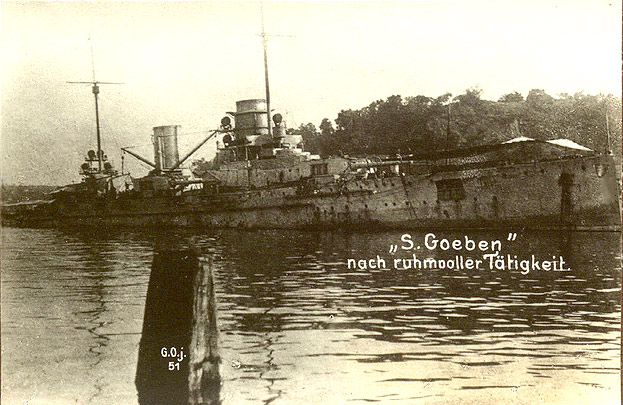
Gestrandete Yavuz Sultan Selim

Nach dem Ausscheiden Russlands nach dem Friedensvertrag von Brest-Litowsk aus dem Krieg gab es im Schwarzen Meer keine Aufgaben mehr für die beiden Kreuzer. Am 20. Januar 1918 unternahmen Yavuz Sultan Selim und Midilli (ehemals Breslau) einen Ausfall aus den Dardanellen und trafen dabei auf britische Einheiten in der Nähe der britisch besetzten Insel Imbros. Nicht dabei waren auf britischer Seite allerdings die beiden Linienschiffe Agamemnon und Lord Nelson, ohne die die britischen Zerstörer und Monitore hoffnungslos unterlegen waren. Die Monitore M28 und Raglan wurden versenkt, aber die türkische Flottille geriet in ein Minenfeld. Die Midilli sank sofort, während die Yavuz Sultan Selim trotz dreier Minentreffer in die Dardanellen zurückkehrte und bei Çanakkale auf Grund gesetzt werden konnte. Hinter den schützenden Minenfeldern und U-Boot-Netzen überstand sie mehrere englische Versuche, sie aus der Luft zu bombardieren (mit angeblich 16 direkten Treffern). Am 26. Januar wurde sie nach Konstantinopel geschleppt.

## Verbleib nach dem Ersten Weltkrieg

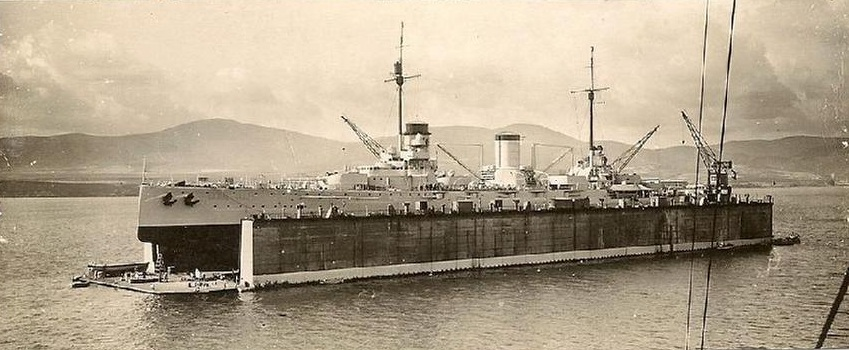
Yavuz Sultan Selim im neuen Schwimmdock, ca. 1928

Bedingt durch die Kriegsschäden blieb das Schiff lange Zeit fahruntüchtig und verwendungslos bis 1926 im Hafen liegen.
1927 lieferten die Flender-Werke ein neues Schwimmdock an die neu gegründete Marinewerft Gölcük. Die Tragkraft von 26.000 Tonnen reichte endlich aus, die Yavuz Sultan Selim  aufzunehmen und zu reparieren. Die Arbeiten wurden an die französische Werft Chantiers de l’Atlantique vergeben und dauerten drei Jahre. Sie waren begleitet von zahlreichen Unfällen und Schmiergeldaffären. Der Generalstabschef, Marschall Fevzi Çakmak, war gegen einen weiteren Flottenausbau und drosselte alle Schiffbauten. Dies änderte sich erst, als der Erzrivale Griechenland 1928 große Flottenmanöver an der türkischen Küste abhielt. Neue Kessel kamen an Bord sowie ein neues, französisches Feuerleitsystem. Diese Baumaßnahmen an der Yavuz Sultan Selim alleine führten dazu, dass die griechische Regierung ein zehnjähriges Schiffbaumoratorium vorschlug. Dies wurde aber von der türkischen Regierung abgelehnt, da die türkische Flotte gegen die Rote Flotte aufgerüstet wurde. 1930 waren die Umbauarbeiten beendet, und die Yavuz Sultan Selim wurde erneut in Dienst gestellt.

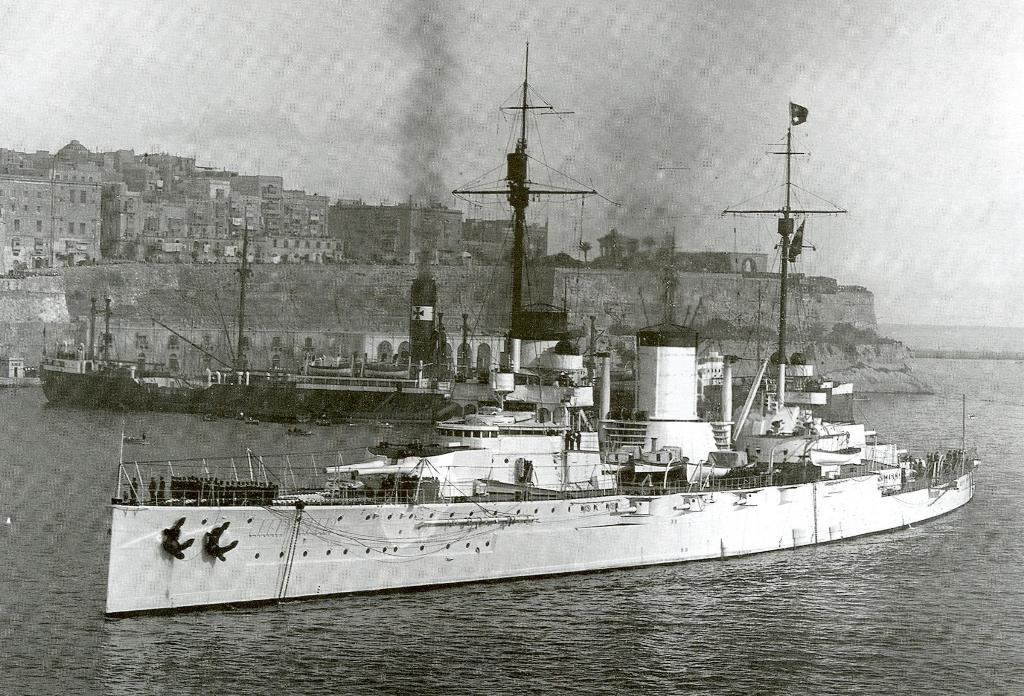
1936 in Malta zu Besuch

1933 und 1934 verwendeten Politiker das Schiff zu Repräsentationszwecken. Der türkische Ministerpräsident İsmet İnönü fuhr von Istanbul nach Varna, und der Schah von Persien, Reza Schah Pahlavi wurde bei seinem Türkeibesuch von Trabzon nach Samsun gebracht. 1936 wurde der Schiffsname in Yavuz geändert. Die Yavuz war ab jetzt das Flaggschiff der neuen türkischen Marine. Im November fuhr das Schiff zu einem Flottenbesuch im britischen Malta.

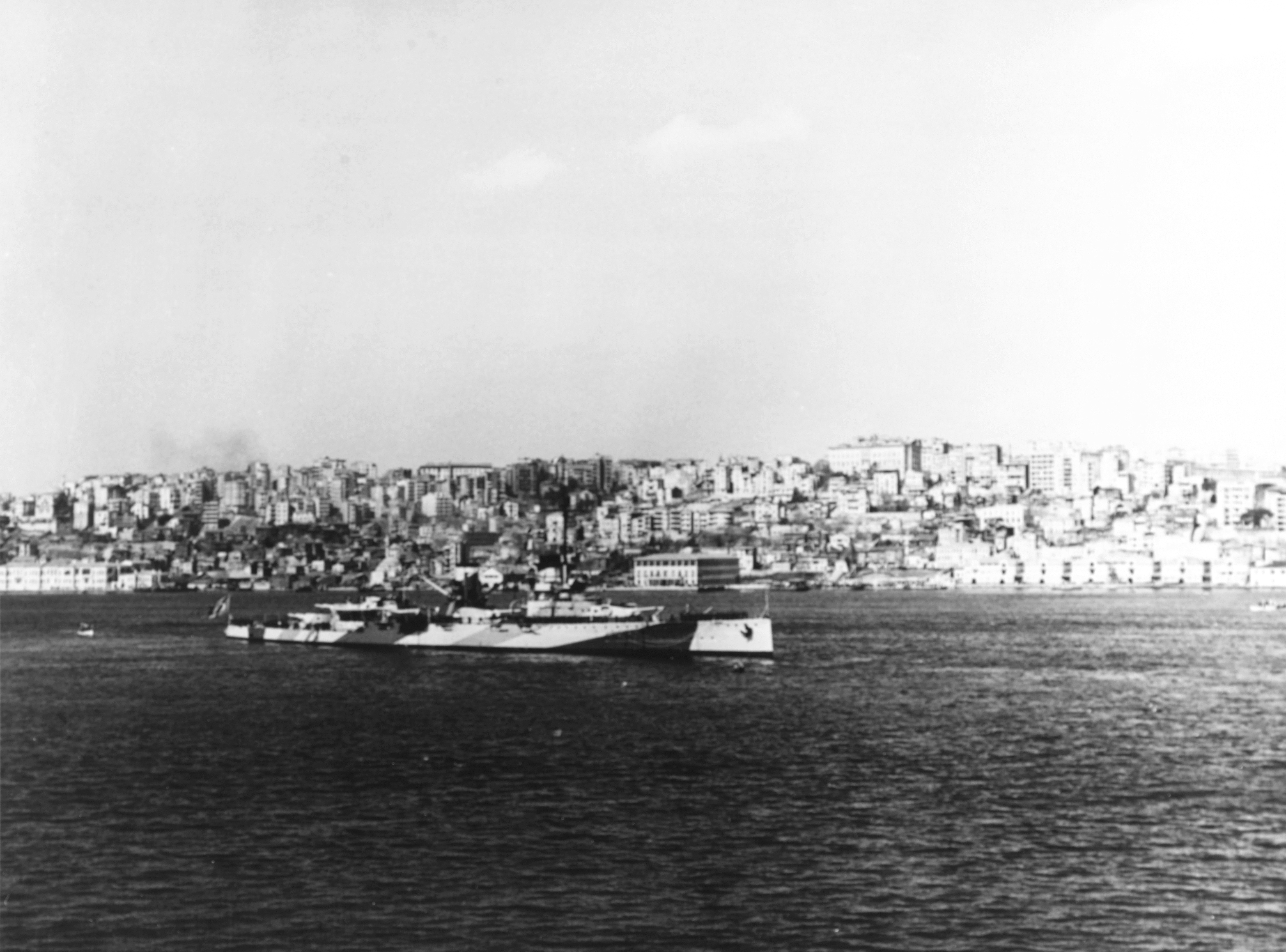
Yavuz 1946 in Tarnfarbe

Im November 1938 überführte die Yavuz die sterblichen Reste von Mustafa Kemal Atatürk von Haydarpaşa nach İzmit. Am 5. April 1946 kam das Schlachtschiff Missouri nach Istanbul auf Flottenbesuch und wurde von der Yavuz empfangen, wobei gegenseitig 19 Schuss Salut ausgetauscht wurden. Anlass des Besuchs war die Überführung des Leichnams von Münir Ertegün, seinerzeit türkischer Botschafter in den Vereinigten Staaten. 1952, als die Türkei der NATO beitrat, erhielt das Schiff die Rumpfnummer B70.
Am 14. November 1954 wurde die Yavuz aus dem Marineregister gestrichen. „Der Spiegel“ meldete 1964, dass die Türkei plane, die frühere Goeben in Deutschland verschrotten zu lassen, um mit dem Erlös aus dem Schrottverkauf die erste Rate eines Schulschiffneubaus zu finanzieren. 1965 wurde die Yavuz dann erstmals mittels internationaler Ausschreibung zum Verkauf angeboten. Dabei wurde von Seiten der türkischen Regierung die Summe von 25,19 Millionen türkischer Pfund (nicht ganz 11 Millionen DM) als Mindestgebot gefordert. Die Abwrackwirtschaft sah diesen Betrag allerdings als überhöht an, weshalb sich kein Käufer fand. Ein Jahr später folgte ein zweiter Versuch, wobei die türkische Regierung ihre Forderung nun auf 19,95 Millionen Pfund (rund 8,8 Millionen DM) senkte. Doch interessierte sich auch diesmal keine der einschlägigen Firmen für den Veteranen.
Zu Beginn der 1970er Jahre setzten sich private Kreise in Deutschland dafür ein, den Schlachtkreuzer nach Deutschland zurückzuholen und ihn in ein Museumsschiff umzuwandeln. Insbesondere plädierte das Deutsche Museum in München für einen Erhalt des technischen Denkmals. Derartige Pläne ließen sich aber aus finanziellen Gründen nicht realisieren. Am 7. Juni 1973 wurde das Schiff schließlich endgültig außer Dienst gestellt. Danach begannen die Abwrackarbeiten, die sich bis Februar 1976 hinzogen.
Einige Artefakte der Goeben befinden sich heute im Istanbuler Marinemuseum. Eine der Schiffsschrauben steht am Marinestützpunkt Gölcük als Gedenkstück in einem Kreisverkehr.
In Erinnerung an dieses traditionsreiche Schiff wurde von der neuen türkischen Marine im Jahr 1987 ein Neubau der MEKO-200-Klasse auf den Namen Yavuz getauft.

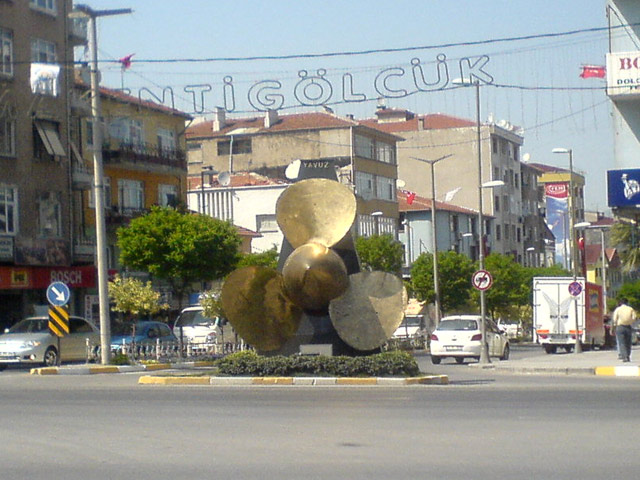
Ein Propeller der Goeben/Yavuz in der Innenstadt von Gölcük

## Kommandanten

### Unter deutscher Flagge
| 2. Juli 1912 bis 3. April 1914    | Kapitän zur See Otto Philipp      |
| 4. April 1914 bis 14. August 1914 | Kapitän zur See Richard Ackermann |

### Unter osmanischer Flagge
| 15. August 1914 bis 2. Januar 1918 | Kapitän zur See Richard Ackermann              |
| 3. Januar bis 2. November 1918     | Kapitän zur See Albert Stoelzel                |
| Juli/August 1918                   | Korvettenkapitän Heinrich Lampe, in Vertretung |
| 1919–1920                          | Korvettenkapitän Vasif                         |
| 1920–1922                          | Kapitänleutnant Mustafa Rasih                  |
| 1922–1923                          | Kapitän zur See Cevat Toydemir                 |

### Unter türkischer Flagge
| 1923–1924 | Korvettenkapitän      | Aziz Mahmut        |
| 1924–1925 | Kapitän zur See       | Ahmet Saffet       |
| 1925–1926 | Kapitänleutnant       | Mustafa Necati     |
| 1926–1928 | Kapitän zur See       | Tevfik Halit       |
| 1928–1931 | Kapitän zur See       | Ahri Engin         |
| 1931–1934 | Kapitänleutnant       | Hüsnü Gökdemir     |
| 1934–1938 | Kapitänleutnant       | Ertugril Ertugrul  |
| 1936–1938 | Kapitän zur See       | Ihsan Özel         |
| 1938–1939 | Kapitän zur See i. G. | Mithat Isin        |
| 1939–1940 | Kapitän zur See       | Safiyettin Dağada  |
| 1940–1942 | Kapitän zur See i. G. | Necati Özdeniz     |
| 1942–1944 | Kapitän zur See i. G. | Tacettin Talayman  |
| 1944–1945 | Kapitän zur See       | Nedim Ülseven      |
| 1945–1946 | Kapitän zur See i. G. | Münci Ülhan        |
| 1946–1947 | Kapitän zur See i. G. | Kemalettin Bozkurt |
| 1947–1948 | Kapitän zur See i. G. | Münci Ülhan        |
| 1948–1949 | Kapitän zur See       | Ndim Ülseven       |
| 1949–1951 | Kapitän zur See i. G. | Asim Sinik         |
| 1951–1952 | Kapitän zur See i. G. | Sadik Özcebe       |
| 1952–1953 | Kapitän zur See i. G. | Naci Seyhan        |
| 1953–1954 | Kapitän zur See       | Hilmi Okcugil      |
| 1954–1955 | Kapitän zur See       | Edip Sahsuv Aroglu |

## Sonstiges
Es gab eine Wohlfahrts-Karte des „Reichsverbandes zur Unterstützung deutscher Veteranen e. V.“ – eine Schwarz-Weiß-Zeichnung mit der Bildunterschrift „S.M. Panzerkreuzer Göben und Breslau verlassen gefechtsklar Messina“.
Ein Schiffsarzt war Karl Scheele.
Die US-Historikerin Barbara Tuchman misst der Fahrt der Goeben (und Breslau) in der Mittelmeer-Kampagne von 1914 weitreichende Bedeutung für den Verlauf und die Nachwirkungen des Ersten Weltkriegs bei:

„Rußlands Isolierung mit all ihren Konsequenzen, die erfolglose und blutige Tragödie von Gallipoli, die Spaltung der alliierten Kampfkraft durch Feldzüge in Mesopotamien, Suez und Palästina, schließlich der Zerfall des Osmanischen Reiches und die daraus sich ergebende Geschichte des Mittleren Ostens, alles das war die Folge der Fahrt der Goeben.“